# Percilia
Percilia is een geslacht van straalvinnige vissen uit de familie van de zaagbaarzen (Perciliidae).

## Soorten
- Percilia gillissi Girard, 1855
- Percilia irwini Eigenmann, 1928